# 보르하 오우비냐

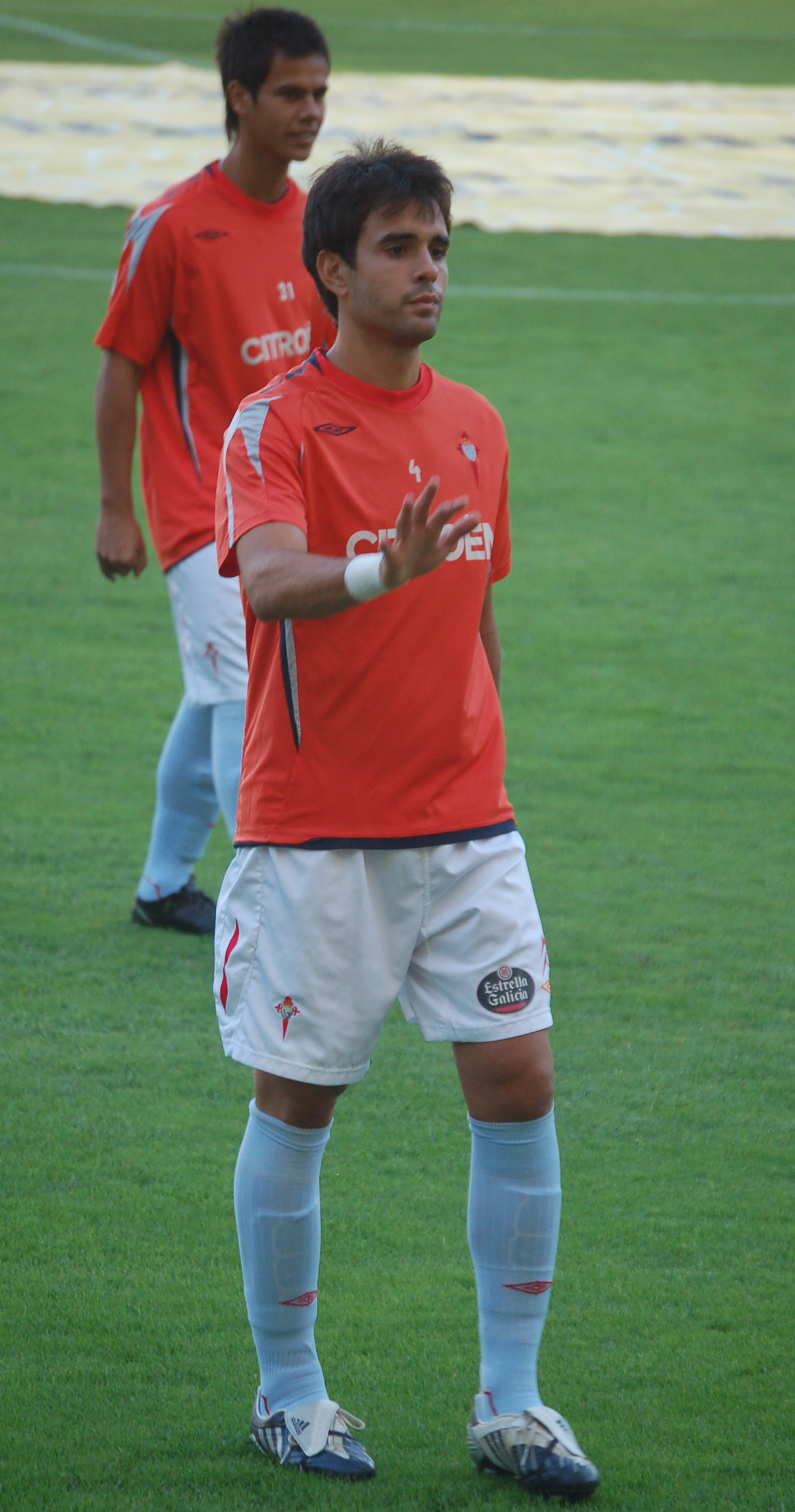

보르하 오우비냐 멜렌데스(스페인어: Borja Oubiña Meléndez, 1982년 5월 17일~)는 스페인의 은퇴한 축구 선수로서, 포지션은 수비형 미드필더였다. 과거 셀타 비고에서 활약했으며 셀타 비고의 주장 직을 역임하였다.

## 축구인 경력

### 선수 경력
1994년부터 셀타 비고의 유소년 팀 소속으로 성장한 오우비냐는 2001년 성인 팀인 B팀으로 승격되어 3시즌 간 활약하였고 2004년엔 A팀에 합류하였다. 2003-04 시즌 셀타의 강등으로 2004-05 시즌엔 세군다 디비시온에서 활약하게 되었으나 이를 기회삼아 주전으로 도약하였고 팀의 승격에 공헌하였다. 라 리가에서의 2시즌 간 주전 미드필더로 활약하였으나 2006-07 시즌 팀이 또다시 강등되자 계약 기간이 남아있음에도 이적을 모색하였다. 벤피카로의 이적설이 수면 위로 떠올랐으나 성사되지 않았고 이적 시장 마지막 날인 2007년 8월 31일 버밍엄 시티로의 임대 이적하였다. 하지만 버밍엄에서의 두 번째 경기였던 리버풀과의 경기에서 디르크 카위트와의 충돌로 장기 부상을 입는 바람에 2008년 2월부로 원 소속팀인 셀타로 복귀하였다. 그 해 12월 6일 부상 이후 첫 경기에 출전하였으며 이후 14경기에 더 출전하며 컨디션을 끌어올렸다. 하지만 2009년 9월 중반 부상의 재발 및 악화로 수술대에 올랐고 2010-11 시즌 중후반까지 장기 결장하였다.
부상에서 완전히 회복하여 임한 2011-12 시즌 리그 28경기에 출전하여 활약하며 셀타가 5년 만에 1부 리그로 복귀하는 데 공헌하였다.